# 성낙송
성낙송(成樂松, 1958년 ~)은 제27대 사법연수원장이다.

## 생애
1958년 경상남도 산청군에서 태어난 성낙송은 생초초등학교, 경기고등학교와 서울대학교 법학과를 졸업하고 1982년 제24회 사법시험에 합격했다. 1984년에 14기 사법연수원을 수료하고 판사에 임용되었다.
서울고등법원 부장판사로 재직하던 2014년 2월에 임명된 수원지방법원장으로 재직하면서 ‘평화의 법정’, ‘테마 법정’ 프로젝트를 시행해 국민에게 다가가는 법원 환경이 조성될 수 있도록 하고, 법원소식지 ‘사통팔달’을 발간해 법원구성원 내부소통을 증진했다.
수원지방법원장으로 재직하던  2015년 8월 4일 대법관 후보추천위원회에 의해 민일영 대법관 후임으로 강형주 법원행정처 차장, 이기택 서울서부지법원장과 함께 추천됐다.
2018년 3월 마지막 사법연수원 연수생 전원에게 직접 임명장을 전달하며 "국민의 존경과 신뢰를 받는 법조인이 되고, 법률가로서 전문성을 확보하기 위해 정진해야 한다"며 "당사자들의 눈높이에 맞춰, 함께 우는 열린 마음을 갖기 부탁한다"고 말했다.

## 경력
- 1988년 서울형사지방법원 판사
- 1990년 서울민사지방법원 판사
- 1992년 대전지방법원 강경지원 판사
- 1994년 7월 ~ 1996년 2월 대전고등법원 판사
- 1996년 3월 ~ 1999년 8월 서울고등법원 판사
- 1996년 8월 ~ 1999년 2월 법원행정처 공보관
- 1999년 9월 ~ 2000년 2월 서울지방법원 판사
- 2000년 2월 ~ 2001년 2월 대전지방법원 서산지원 지원장
- 2001년 2월 ~ 2004년 2월 사법연수원 교수
- 2004년 2월 ~ 2006년 2월 서울남부지방법원 부장판사
- 2006년 2월 ~ 2007년 2월 대구고등법원 부장판사
- 2007년 2월 ~ 2007년 4월 양형위원회 상임위원
- 2007년 4월 ~ 2009년 2월 서울고등법원 부장판사
- 2011년 서울중앙지방법원 형사수석부장판사
- 2012년 서울중앙지방법원 민사수석부장판사
- 2013년 ~ 2014년 2월 서울고등법원 부장판사
- 2014년 2월 ~ 2016년 2월 수원지방법원 법원장
- 2014년 2월 ~ 2016년 2월 경기도선거관리위원회 위원장
- 2016년 2월 ~ 2018년 2월 서울고등법원 수석부장판사
- 2018년 2월 ~ 2019년 2월 제27대 사법연수원 원장
- 2019년 3월 ~ 2020년 법무법인 평안 대표변호사
- 2020년 3월 ~ 2022년 롯데하이마트 사외이사
  - 롯데하이마트 감사위원회 위원장
  - 롯데하이마트 투명경영위원회 위원
- 2020년 ~ 2022년 법무법인 지헌 대표이사
- 영국 캠브리지대학 한국 총동문회장
- 2022년 ~ 법무법인 화현 대표변호사
- 2022년 ~ 오뚜기 사외이사
- 2022년 ~ 롯데정밀화학(주) 사외이사
  - 롯데정밀화학 감사위원
  - 롯데정밀화학 투명경영위원
  - 롯데정밀화학 사외이사후보추천위원

## 주요 판결
- 서울고등법원 형사8부 재판장으로 재직하던 2009년 12월 30일에 "스트레스를 해소한다"며 장애 노숙인을 때려 숨지게 한 혐의로 구속기소된 A군(18)에게 "원한 또는 갈등 관계도 없는 노숙자를 유인해 사망하게 한 범행 동기는 참작의 여지가 없다"면서 "100일 넘게 구금돼 있으면서 반성하고 있고 아직 나이가 어리다는 점 등을 감안했다"며 징역 10년을 선고하면서 공범인 B군(17)에게는 최장 5년의 징역형을 선고하지만 3년의 형량을 채운 뒤 품행을 판단해 석방이 가능하도록 했다.[6] 2010년 5월 4일에 특정경제범죄 가중처벌 등에 관한 법률 위반 혐의(사기·배임)로 기소된 박성배 해태유통 전 대표에게 "금융기관에 대해 784억원에 달하는 피해를 입히고 이로 인해 국민의 세금으로 마련된 공적자금이 투입된 사안으로 죄질이 나쁜 데다 약 4년간 해외 도피 생활을 한 점 등 불리한 정상이 있다"면서도 "분식회계는 해태유통의 박건배 회장 지시로 이뤄진 점, 회사 정리 과정에서 채무가 변제가 된 점, 자수로 범행을 자백한 점 등을 고려했다"며 원심과 같이 징역 3년 집행유예4년을 선고했다[7] 7월 16일에 간첩활동을 하여 국가보안법 위반 등으로 사형이 집행된 김정인의 부인 한화자 가 청구한 김정인의 재심 사건에서 "당시 중앙정보부에 구금된 채 한 달이 넘게 자백을 강요받고 혹독한 고문을 당했다"며 "이러한 장기간의 불법 구금과 잔인한 고문에 의한 진술은 증거가 될 수 없다"며 무죄를 선고했다.[8] 7월 20일에 생후 3개월된 딸을 방치해 숨지게 한 유기치사로 기소된 김모씨에게 1심보다 감형된 징역1년6월을 선고했다[9]